# Satelliti naturali del sistema solare

Corpi minori del Sistema Solare in scala

Gli otto pianeti del Sistema solare e i nove probabili pianeti nani, sono orbitati da almeno 231 satelliti naturali. Almeno 20 di questi hanno dimensioni sufficienti per essere gravitazionalmente arrotondati; ad eccezione della nostra Luna e di Io (satellite di Giove) sono tutti ricoperti da una crosta di ghiaccio.
Alcuni di essi sono in equilibrio idrostatico e potrebbero pertanto essere considerati pianeti nani se fossero in orbita attorno al Sole invece che attorno a un altro pianeta.
Segue un prospetto esaustivo di tutti i satelliti naturali di pianeti o pianeti nani riconosciuti ufficialmente dall'Unione Astronomica Internazionale e pertanto caratterizzati da una numerazione progressiva in numeri romani.

## Pianeti
Mercurio, il più piccolo dei pianeti interni, non ha alcun satellite naturale (o almeno di dimensioni superiori a  1,6 km (1,0 mi)). Anche Venere non ha nessun satellite. Tutti gli altri pianeti, a partire dalla Terra, ne hanno almeno uno.
|                               | Terra | Marte         | Giove                                                  | Saturno                                                  | Urano                                            | Nettuno                                |
| ----------------------------- | ----- | ------------- | ------------------------------------------------------ | -------------------------------------------------------- | ------------------------------------------------ | -------------------------------------- |
| I II III IV V                 | Luna  | Phobos Deimos | Io Europa Ganimede Callisto Amaltea                    | Mimante Encelado Teti Dione Rea                          | Ariel Umbriel Titania Oberon Miranda             | Tritone Nereide Naiade Talassa Despina |
| VI VII VIII IX X              |       |               | Imalia Elara Pasife Sinope Lisitea                     | Titano Iperione Giapeto Febe Giano                       | Cordelia Ofelia Bianca Cressida Desdemona        | Galatea Larissa Proteo Alimede Psamate |
| XI XII XIII XIV XV            |       |               | Carme Ananke Leda Tebe Adrastea                        | Epimeteo Elena Telesto Calipso Atlante                   | Giulietta Porzia Rosalinda Belinda Puck          | Sao Laomedea Neso Ippocampo            |
| XVI XVII XVIII XIX XX         |       |               | Metide Calliroe Temisto Megaclite Taigete              | Prometeo Pandora Pan Ymir Paaliaq                        | Calibano Sicorace Prospero Setebos Stefano       |                                        |
| XXI XXII XXIII XXIV XXV       |       |               | Caldene Arpalice Calice Giocasta Erinome               | Tarvos Ijiraq Suttungr Kiviuq Mundilfari                 | Trinculo Francisco Margherita Ferdinando Perdita |                                        |
| XXVI XXVII XXVIII XXIX XXX    |       |               | Isonoe Praxidike Autonoe Tione Ermippe                 | Albiorix Skadi Erriapo Siarnaq Thrymr                    | Mab Cupido                                       |                                        |
| XXXI XXXII XXXIII XXXIV XXXV  |       |               | Aitne Euridome Euante Euporia Ortosia                  | Narvi Metone Pallene Polluce Dafni                       |                                                  |                                        |
| XXXVI XXXVII XXXVIII XXXIX XL |       |               | Sponde Cale Pasitea Egemone Mneme                      | Ægir Bebhionn Bergelmir Bestla Farbauti                  |                                                  |                                        |
| XLI XLII XLIII XLIV XLV       |       |               | Aede Telsinoe Arche Callicore Elice                    | Fenrir Fornjot Hati Hyrrokkin Kari                       |                                                  |                                        |
| XLVI XLVII XLVIII XLIX L      |       |               | Carpo Eucelade Cillene Core Erse                       | Loge Skoll Surtur Antea Jarnsaxa                         |                                                  |                                        |
| LI LII LIII LIV LV            |       |               | S/2010 J 1 S/2010 J 2 Dia S/2016 J 1 S/2003 J 18       | Greip Tarqeq Egeone S/2004 S 7 S/2004 S 12               |                                                  |                                        |
| LVI LVII LVIII LIX LX         |       |               | S/2011 J 2 Eirene Filofrosine S/2017 J 1 Eufeme        | S/2004 S 13 S/2004 S 17 S/2006 S 1 S/2006 S 3 S/2007 S 2 |                                                  |                                        |
| LXI LXII LXIII LXIV LXV       |       |               | S/2003 J 19 Valetudo S/2017 J 2 S/2017 J 3 Pandia      | S/2007 S 3 S/2009 S 1                                    |                                                  |                                        |
| LXVI LXVII LXVIII LXIX LXX    |       |               | S/2017 J 5 S/2017 J 6 S/2017 J 7 S/2017 J 8 S/2017 J 9 |                                                          |                                                  |                                        |
| LXXI LXXII -                  |       |               | Ersa S/2011 J 1 S/2003 J 2 S/2003 J 4 S/2003 J 9       |                                                          |                                                  |                                        |
| -                             |       |               | S/2003 J 10 S/2003 J 12 S/2003 J 16 S/2003 J 23        |                                                          |                                                  |                                        |

## Pianeti nani
|               | Plutone                          | Haumea         | Eris     | Makemake          |
| ------------- | -------------------------------- | -------------- | -------- | ----------------- |
| I II III IV V | Caronte Notte Idra Cerbero Stige | Hiʻiaka Namaka | Disnomia | S/2015 (136472) 1 |

## Asteroidi
| Asteroide          | Categoria               | Diametro (km) (o dimensioni) | Satellite                                    | Diametro (km) (o dimensioni) | Distanza (km) |
| ------------------ | ----------------------- | ---------------------------- | -------------------------------------------- | ---------------------------- | ------------- |
| 22 Calliope        | fascia principale       | (231.4×175.3×146.1)          | (22) I Linus                                 | 38±6                         | 1,065±8       |
| 45 Eugenia         | fascia principale       | 214.6±4.2                    | (45) I Petit-Prince                          | 12.7±0.8                     | 1,184±12      |
| 87 Silvia          | fascia principale       | (384×264×232)                | (87) I Romolo                                | 18±4                         | 1,356±5       |
| 87 Silvia          | fascia principale       | (384×264×232)                | (87) II Remo                                 | 7±2                          | 706±5         |
| 90 Antiope         | fascia principale       | 110±16                       | S/2000 (90) 1                                | 110±16                       | 170±1         |
| 107 Camilla        | fascia principale       | 222.6±17.1 (325×223×139)     | S/2001 (107) 1                               | 9±1                          | 1,235±16      |
| 121 Hermione       | fascia principale       | 209.0±4.7 (265×180×180)      | S/2002 (121) 1, LaFayette (nome provvisorio) | 18                           | 794.7±2.1     |
| 130 Elettra        | fascia principale       | 182.3±11.8                   | S/2003 (130) 1                               | 4                            | 1,252±30      |
| 243 Ida            | fascia principale       | (59.8×25.4×18.6)             | (243) I Dattilo                              | (1.6×1.4×1.2)                | 108           |
| 283 Emma           | fascia principale       | 148.1±4.6                    | S/2003 (283) 1                               | 12                           | 596±3         |
| 379 Huenna         | fascia principale       | 92.3±1.7                     | S/2003 (379) 1                               | 7                            | 3,400±11      |
| 617 Patroclo       | asteroide troiano       | 105                          | (617) I Menezio                              | 95                           | 610           |
| 762 Pulcova        | fascia principale       | 137.1±3.2                    | S/2000 (762) 1                               | 20                           | 810           |
| 809 Lundia         | fascia principale       | 17.3                         | S/2005 (809) 1                               | ?                            | ?             |
| 854 Frostia        | fascia principale       | 15?                          | S/2004 (854) 1                               | ?                            | ~50           |
| 1089 Tama          | fascia principale       | 12.9                         | S/2003 (1089) 1                              | 9                            | 20            |
| 1313 Berna         | fascia principale       | 11                           | S/2004 (1313) 1                              | 11                           | 35            |
| 1509 Esclangona    | fascia principale       | 12                           | S/2003 (1509) 1                              | 4                            | 140           |
| 3671 Dioniso       | Asteroide near-Earth    | 1.5                          | S/1997 (3671) 1                              | 0.4                          | 2.2           |
| 3749 Balam         | fascia principale       | 7                            | S/2002 (3749) 1                              | 1.5                          | 310±20        |
| (26308) 1998 SM165 | Oggetto transnettuniano | 420?                         | S/2001 (26308) 1                             | 170?                         | 11,310±110    |
| 47171 Lempo        | Plutino                 | 590?                         | S/2001 (47171) 1                             | 250?                         | 7,640±460     |
| 66391 Moshup       | Asteroide near-Earth    | 1.2                          | (66391) I Squannit                           | 0.36                         | 2.6           |
| 69230 Hermes       | asteroide Apollo        | ~0.4                         | S/2003 (69230) 1                             | ~0.4                         | ~1            |